# Daimonion (La materia oscura)
Un daimonion es el alma de la persona que habita fuera de su cuerpo en forma animal. Fueron creados por el escritor británico Philip Pullman en su trilogía de novelas de fantasía La materia oscura. 
El mundo en el que se desarrolla la mayor parte de la historia es bastante parecido al nuestro, aunque algunas diferencias son sustanciales: en él las almas de los seres humanos habitan fuera de sus cuerpos, adoptando la forma de una criatura llamada daimonion. Adoptan la forma de un animal, por lo general de sexo opuesto a su propietario. Los daimonion de los niños pueden cambiar de forma entre la de distintos animales, pero al llegar a la pubertad el daimonion pierde esa capacidad, y conserva la forma con la que más identificado se siente. Según ciertos estudios, este fenómeno podría estar relacionado con la mayor o menor cantidad de polvo que se acumula en torno a niños y adultos. Están fuertemente ligados al ser humano con el que están vinculados, siendo tan fuerte este vínculo que un ser humano normal no puede separase de su daimonion jamás, ni siquiera más allá de una pequeña distancia. Si el vínculo es cortado, el ser humano se transforma en algo muy parecido a un zombi, una persona que aparenta no tener espíritu.
Las brujas sin embargo pueden separarse ilimitadamente de los suyos tras una ceremonia que consiste en entrar en cierto universo paralelo. Por alguna misteriosa razón, el vínculo con sus daimonion cambia y no tienen la restricción de la distancia.
Cuando un ser humano muere, su daimonion también muere y desaparece para siempre.
La palabra usada en la versión inglesa de los libros es dæmon, que es una referencia directa de la mitología griega, donde el dæmon (Δαίμων) es un término utilizado para referirse a diferentes realidades que comparten los rasgos fundamentales de lo que en otras tradiciones se denominan ángeles y demonios.
Sócrates decía que se dejaba orientar por su dæmon, y lo llamaba «voz profética dentro de mí, proveniente de un poder superior», o también «señal de Dios». Es la voz de la interioridad, que le advertía a él cuando cometía errores, pero nunca le dijo qué hacer o lo presionó en lo siguiente a no hacerlo. Sostuvo además que todos poseen un dæmon interior.
El concepto del daimonion recuerda las Fylgjas de la mitología nórdica.
- Datos: Q2344681